# أربات (شارع)

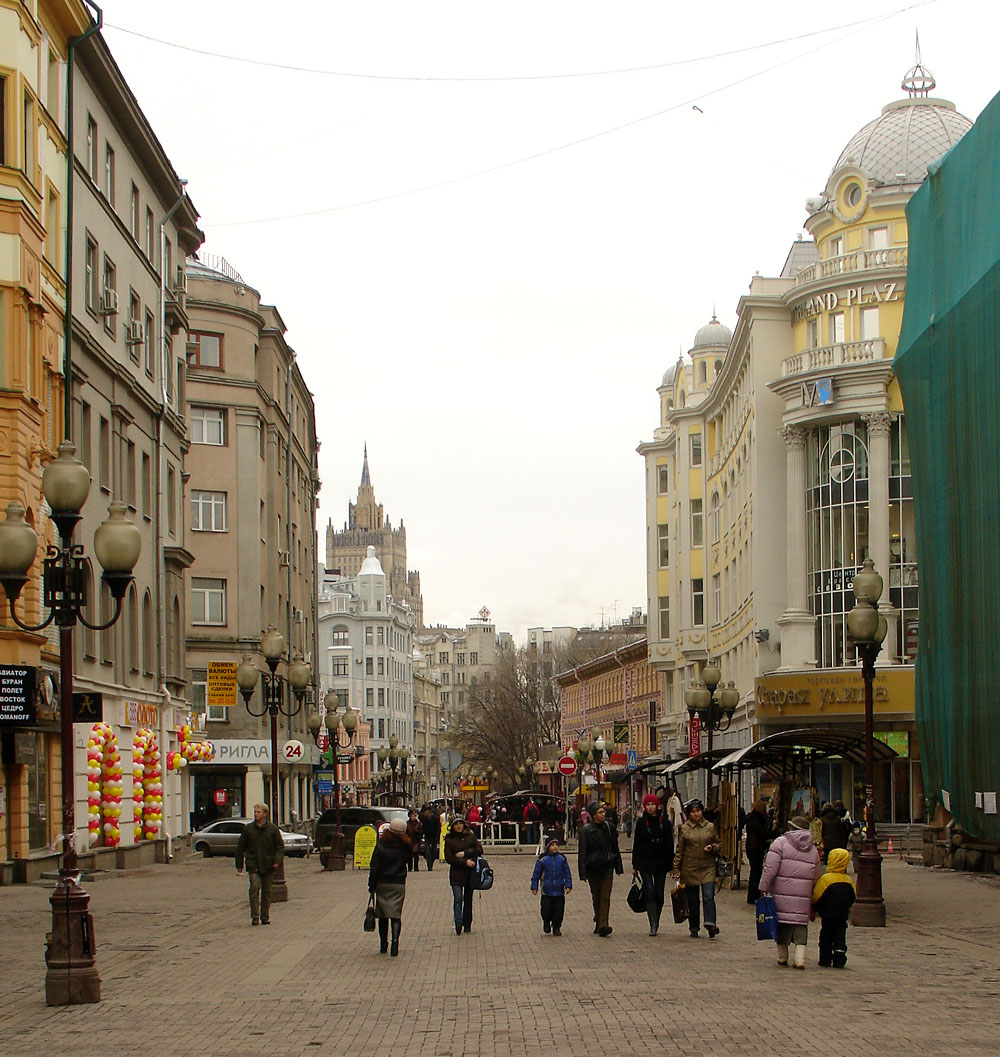
شارع اربات

شارع أربات (بالروسية: У́лица Арба́т) هو أحد الشوارع في المنطقة الإدارية المركزية بمدينة موسكو. يمتد من ساحة سمولينسكايا إلى بوابة أربات، ويقع بين شارعي «بريتشيستينكا» (Пречи́стенка) و «اربات الجديدة» (Но́вый Арба́т)
يرتبط اسم الشارع مع منطقة «اوربات» (Орбат) القديمة الواقعة غرب كرملين موسكو.

## التسمية
ثمة عدة روايات حول أصل التسمية، فهناك فرضية معروفة تقول أن التسمية اشتقت من كلمة «أرباض» العربية ودخلت إلى اللغة الروسية عبر التتر أو تجار الشرق.

## الوصلات الخارجية
- شارع أربات على موقع «ياندكس بانوراما»